# Quirino Campofiorito
Quirino Campofiorito (Belém do Pará, 7 de setembro de 1902 — Niterói, 16 de setembro de 1993) foi um pintor, desenhista, gravador e ilustrador, escritor, crítico de arte, caricaturista e professor brasileiro.
Era filho do também pintor e arquiteto italiano Pietro Campofiorito, era casado com a também pintora Hilda Campofiorito e foi pai do arquiteto Italo Campofiorito.